# Флаг Сосенского
Флаг городского поселения «Город Со́сенский» Козельского муниципального района Калужской области Российской Федерации.

## Действующий флаг

### Описание
«Флаг муниципального образования „город Сосенский“ представляет собой прямоугольное полотнище с соотношением ширины к длине 2:3, диагонально разделённое на 4 части — голубую (вверху), две зелёные (по бокам) и бурую (внизу); зелёные части о отделены от голубой и фиолетовой белыми обрамляющими полосами; в центре полотнища расположено жёлтое, с оранжевым контуром, изображение сосны с корнями».

### Обоснование символики
Флаг по своему содержанию един и гармоничен. Все фигуры флага отражают исторические, географические и социально-экономические особенности города Сосенского.
Современный город Сосенский основан в 50-х годах XX столетия в результате строительства шахт в Подмосковном угольном бассейне. Нижняя часть флага (пурпурная) показывает, что на территории современного города, бывшего Козельского района, были обнаружены большие запасы бурого каменного угля, что имело большое значение для угледобывающей и углеперерабатывающей отраслей промышленности страны.
Пурпур означает власть, достоинство, славу, почёт, мощь.

Центральная фигура флага — сосна — символизирует жизненную силу, стойкость, непоколебимость, преодоление неблагоприятных обстоятельств. Вместе с тем сосна говорит и о названии города, делая флаг «гласным», что в геральдике считается одним из классических приёмов создания флага.

Жёлтый цвет (золото) символизирует богатство, справедливость, уважение, великодушие.

Геральдические фигуры стропила (наконечники, стрелы) аллегорически показывают, что на территории города работают предприятия, обеспечивающие приборостроительную ракетную отрасли промышленности, космонавтику и выпускающие продукцию оборонного характера.

Белый цвет (серебро) в геральдике — символ совершенства, благородства, чистоты, веры, мира.

Голубая (лазоревая) и зелёные части флага показывают, что город Сосенский расположен в живописнейших местах, на землях лесного государственного фонда, в котором обитают редкие виды животных и птиц.

Голубой цвет (лазурь) соответствует небу, воздуху и символизирует возвышенные устремления, мышление, искренность.

Зелёный цвет — символ весны, радости, надежды, жизни, природы, а также здоровья.

## Предыдущий флаг

### Описание
«Полотнище флага состоит из белой диагонали и двух треугольников: голубого у древка и красного в вольной части. В середине полотнища на белом фоне сосна — символ города».